# Anjani Thomas
Anjani Thomas (ur. 10 lipca 1959 w Honolulu na Hawajach, USA) – amerykańska piosenkarka, kompozytorka i pianistka, współpracowała m.in. z Leonardem Cohenem. Nagrywała także z Carlem Andersonem i Stanleyem Clarke. Karierę solową rozpoczęła w 2000 roku.

## Życiorys
Pierwszym instrumentem, który miała w rękach już w wieku czterech lat, było tradycyjne hawajskie ukulele. W młodości pobierała lekcje gitary, fortepianu i śpiewu. Uczęszczała przez rok do Berklee College of Music w Bostonie, a następnie przeniosła się do Nowego Jorku, gdzie rozpoczęła karierę muzyczną.
Występowała głównie w klubach jazzowych. W Nowym Jorku poznała producenta muzycznego, Johna Lissauera, który zaproponował Anjani wzięcie udziału w nagraniu utworu Leonarda Cohena „Alleluja”. Sukces tego legendarnego już utworu spowodował włączenie artystki do zespołu wspierającego Cohena w tournée światowym Various Positions (1984-85). Anjani wzięła też udział w kolejnych przedsięwzięciach z tym artystą – jest obecna w partii wokalnej I’m Your Man (1988), The Future (1992) oraz Dear Heather (2004).
W 2006 roku miała miejsce premiera solowej płyty Anjani – Blue Alert. Autorem tekstów oraz producentem nagrań był Leonard Cohen.

## Występy w Polsce
W 2007 roku w Studio Koncertowym im. Agnieszki Osieckiej w radiowej Trójce Anjani Thomas wraz z Leonardem Cohenem wzięli udział w specjalnym koncercie promującym płytę Blue Alert. Zaśpiewali wspólnie dwie piosenki. Koncert uświetnił 45 urodziny Trójki.

## Dyskografia
- Anjani (2000)
- The Sacred Names (2003)
- Blue Alert (2006)
- I Came to Love (2014)